# 大江文庫
大江文庫（おおえぶんこ）は、東京家政学院大学附属図書館にある、江戸期の料理書コレクションが特徴の文庫。

## 概要
東京家政学院大学創立者の大江スミを記念して大江文庫と名付けられた。家政学関係の図書資料を江戸時代から昭和30年まで体系的に収集している特別コレクションである。 江戸期の料理書は日本で出版された版本の8割弱を所蔵している。
資料の収集は昭和27年（1952年）から開始し、現在も継続している。

## 収集内容
- 江戸期の料理書、家事関係書、女子用の往来物、女訓書、御成敗式目、江戸往来（各種異版本の多さが特徴）
- 明治期の家事教科書、裁縫書（翻訳本が多い）
- 大正から昭和30年（1955年）までの資料は、日本人の生活に大きな影響を与えた太平洋戦争の戦前・戦中・戦後の時代を語るものとして収集している。
- 錦絵は江戸・明治の時代を映した風俗資料として収集を行っている。
- 大江スミの著書及び関係本や新聞・雑誌の記事を収集している。

## 設立経緯
1949年（昭和24年）初代図書館長田中初夫により「特色ある図書館作り」として特別蔵書コレクションが構想される。
東京家政学院の専門分野であった家事家政、家庭教育、女子教育などについて、歴史的文献的研究に関する資料を組織的に集積することで特徴を出すこととした。
また、当時、家政学における古典的、東洋的研究方法については関心が低く、資料消滅が危惧されたので、将来の研究の為に古典資料の収集が必要とされていた。
- 1952年（昭和27年）収集開始。
- 1963年（昭和38年）創立者である大江スミを記念して大江文庫と命名。
- 1967年（昭和42年）明治期資料の収集開始。
- 1985年（昭和60年）昭和30年までの資料の収集開始。
- 2000年（平成12年）「貴重図書準貴重図書指定基準」策定。

## 活動
資料収集
料理書を中心に家政学関係書を収集することとし、国書総目録と各専門図書館の古典籍目録を使い、収集すべき本をカード化して作業にあたっている。また、入手不可能なものは所蔵館へ依頼し、複製させてもらい資料に加えている。
目録の刊行
「大江文庫目録 第一分冊」刊行（1967年）
「大江文庫目録 第二分冊」刊行（1971年）
「大江文庫目録 江戸時代篇」刊行（1973年）
「改訂増補 大江文庫目録」刊行（2000年）
「大江文庫所蔵錦絵コレクション目録」刊行（2008年）
このほか展示会開催毎に展示目録を作成している。
目録の電子化
図書館ホームページで所蔵タイトル一覧を提供(試験運用中)。
複製本の作成
資料保存と教育・研究の活用を考え、複製本を作成し一般書架に配置し、自由に利用できるようにしている。
展示会の開催
附属図書館二階で常設展示を行っていて、大学祭や学会開催時には特別展示を行っている。　